# Le Haut Mincé
 (février 2020).
Le Haut Mincé est un château situé dans la commune d'Échemiré en Maine-et-Loire.
Le château et sa haute-cour, la closerie et la basse-cour, les dépendances et la chapelle de Mincé sont inscrits à l'inventaire général du Patrimoine de France depuis 1986 et labellisés par la Fondation du Patrimoine depuis 2021.
La cloche de la chapelle, datant de 1738, et baptisée Barbe de Mincé, est inscrite à l'inventaire du patrimoine mobilier français dans la base Palissy et se trouve actuellement à Trémentines.
La construction de la seigneurie de Mincé remonte au XIe siècle et son apparence témoigne des remaniements effectués par ses propriétaires successifs.

## Histoire résumée

### Le premier seigneur de Mincé à Échemiré
Vers 1082, y réside Foulque de Mincé (Fulco de Minciaco),.
En 1094, Foulque est l’un des garants et alliés d'Ascelin dit Raynaud de Vool (Rainaldus), fils du défunt seigneur Gédéon d’Échemiré (Gedeonis de Eschimiriaco).

### La Guerre de Cent Ans
En 1357, des bandes armées de routiers et de tard-venus mettent à feu et à sang la province.
En 1363, le chevalier Jean de la Haye d'Échemiré, seigneur du lieu, trahit la France, en compagnie du chevalier de la Prézaye, seigneur de Jarzé. Ils s'allient aux troupes anglaises qui ravagent l'Anjou. La prise du château de Villevêque est l'un de leurs faits d'armes. Ils continuent de piller la région. Ils se font chasser vers la mi-avril de la même année. Louis Ier d'Anjou, donne la totalité de leurs biens en juillet suivant, au chevalier Pierre d'Avoir, chambellan du roi, gouverneur du bailliage de Touraine et sénéchal d'Anjou.
Durant cette période, le château de Mincé est attaqué, saccagé et incendié, par les troupes anglaises. Les terres du fief fantôme sont parsemées de plusieurs vieux mazeris (vieilles ruines) qui jadis, étaient des demeures.

### Le corbeau du Mont Claveau
Vers 1515, Nicole « Nicolas » Corbin, bailli du duché de Vendôme et docteur ès droits, est le seigneur de Mincé à Échemiré et de la Courbe de Saint-Thomas à la flèche. Il est l'époux de la dame Antoinette Tiercelin, fille du chevalier Louys Tiercelin, seigneur de la Béchuère à Saint-Gervais-de-Vic, lieutenant général de la sénéchaussée du Maine, conseiller au Grand Conseil du roi Louis XII et vice-président des Grands Jours de l'Anjou, du Maine et de l'Angoumois et de la dame Renée Veaudelet. À noter que Nicole est le frère aîné de Jehan Corbin, un chanoine et officiant de la cathédrale Saint-Julien-du-Mans.
Dès 1517, Nicole fait partie des gens du Conseil de la Maison de Marguerite d'Angoulême, la sœur du roi François 1er.
Parmi l'entourage proche de Nicole, on trouve Olivier le Bigot, écuyer et seigneur de la Roussière à Echemiré, parrain d'une de ses filles. Il est aussi le beau-frère de Jacques Tahureau, écuyer et seigneur de la Chevalerie à Jarzé, licencié ès lois, lieutenant du sénéchal du Maine et arrière-petit-neveu du célèbre connétable de France, Bertrand du Guesclin.
En 1520, à Cognac, Nicole devient conseiller au Grand Conseil du roi François 1er sur résignation de son beau-père. Antoinette meurt vers cette période ; en 1523, Nicole est remarié à Jeanne de la Couste, fille d'Hervé de la Couste.
De la Couste, parfois orthographié « de la Coste » ou « de la Côte », est seigneur de Chanteau, greffier de la prévôté et tabellion d'Étampes, ancien canonnier ordinaire des rois Louis XI et Charles VIII, édificateur des nouvelles écoles de France pour le compte de l'université d'Orléans,, fabricant d'arquebuses, de couleuvrines et de canons pour l'artillerie royale et fondeur de la statue sépulcrale de Louis XI.
En 1530, avec ses anciens beaux-frères et belles-sœurs, il réclame au nom de ses enfants (Hierôsme, Robert et Anne) une partie de l'héritage des Tiercelin.
En 1536, le roi l'envoie 83 jours en Bretagne, en compagnie de Pierre Marec, maître des requêtes, dans le but de solliciter les évêques et les prélats pour qu'ils paient les décimes et les dons pour la défense du royaume. Par la suite, la cour du Parlement de Paris déclare que ses enfants seront anoblis de par sa charge de conseiller et devront se partager leur héritage de façon noble.
En 1546, trop âgé, il cède sa charge et le château de Mincé à son fils aîné, Hierôsme.

### L'envol des freux
Hierôsme est écuyer et conseiller au Grand Conseil des rois Henri II et Charles IX, seigneur de Mincé et du Fief-au-Felle ; il est l'époux de dame Anne de Bois-Lanfray, dernière descendante de la chevalerie de Bois-Lanfray à Lasse.
Vers 1576, Robert Corbin, écuyer et licencié ès lois, est le seigneur de Mincé à Échemiré et de la Courbe de Saint-Thomas à La Flèche,. Il est le père des demoiselles Anne et Françoise ; elles sont connues pour avoir été en 1623, les bienfaitrices du Collège royal Henri IV de la Flèche en donnant 1,500 livres pour restaurer la voûte, la clôture, les vitraux et les ornements de la chapelle Saint-François-Xavier.
En 1582, bien qu'il soit défendu par le célèbre René Choppin, la Cour des Aides de Paris lui rappelle que même s'il est « fils et frère de conseillers du roi et écuyer », son anoblissement est naissant car il ne provient pas d'un aïeul. Il demeure donc un roturier taillable, et ne jouit pas des privilèges de la noblesse. Robert est donc condamné à payer les tailles à la ville de la Flèche.

### La Dame de Mincé
En 1600, Magdelaine Phélipeaux porte le titre de dame de Mincé à Échemiré et de la Templerie à La Flèche. Elle a environ 40 ans et est mère de 7 enfants. Elle est la fille d’Ambroys Phélipeaux, seigneur de la Fosse, avocat au Présidial d'Angers et de Renée Laurens, dame de Bourjoly. De ce fait, Madeleine est la petite-fille d’Alexandre Laurens et de Barbe Richer. Elle est également la grande sœur de Jean Phélipeaux, le célèbre prédicateur, qui a rallié le roi Henri IV à la cause des jésuites,.
La famille Phélipeaux fait partie de l’ancienne noblesse de Blois et servait Louis 1er d'Anjou en 1339.
Le 25 avril 1627, Magdelaine, âgée d’environ 67 ans, meurt à Baugé-en-Anjou dans son hôtel particulier. Elle lègue le fief et les terres de Mincé à son fils puîné, Laurent.

### Le Vitilitigator
Laurent Boysard prend la charge de son futur beau-père en 1628 et s'installe dans une demeure de Provins nommée « Le Châtel ». En région de la Basse-Brie, il devient lieutenant général, enquêteur et commissaire examinateur au Bailliage de la ville de Provins et maître des requêtes de son altesse royale le duc d'Orléans.
Le 26 août 1648, la Fronde éclate ; Laurent prend les armes lors de la Journée des Barricades à Paris ; il est l'un des capitaines de Monsieur Jean Favier, conseiller d'état et colonel de la Milice Bourgeoise de Paris ; il est mortellement blesser durant les émeutes du quartier Saint-Martin.
Le 16 septembre 1648, la famille, qui demeure ordinairement rue Charretière à Paris, paroisse Saint-Hilaire, est alors logée à Villebernier dans l'hôtellerie à l'enseigne de la Corne-de-Cerf. Ayant appris le décès de son mari, Marguerite émancipe ses trois enfants et décide de leur faire la donation de tous ses biens, meubles et immeubles.

### Querelles et gentillesse
Laurent, né en 1639, a neuf ans lorsque son père meurt, et a été émancipé par sa mère en 1648, à seulement dix ans.
En 1659, Laurent est lieutenant d'une compagnie de chevaux légers à Provins. Il accumule richesses et possessions par tous moyens.

### La fin des trois Boysard
En 1670, Laurent et Marie-Anne sont attaqués en justice, sur fond d'héritages immobiliers, par les héritiers de messire Guy de Morin : l'écuyer Louis Alleaume du Tilloy, le commissaire des guerres Jehan Noel de Saint-Denis et le chevalier Georges de Saint-Phalle.
En 1672, Laurent vit richement dans le quartier de Saint-Séverin à Paris. Il récupère les fiefs et les terres de l’Enfer et de Villemarie de son défunt oncle maternel.
De 1682 à 1686, Laurent, très endetté, est saisi de la quasi-totalité de ses biens à Provins, Melun, Paris et en Anjou (il perd plus de 375 lots de fermes, maisons, terres labourables, vignes, prés, etc.). Marie-Anne perd quelques biens dans l'affaire, qu'elle récupérera et qui seront de nouveaux saisis sur ses enfants après sa mort.
Le seigneur de Mincé perd son titre et ses terres de Mincé en faveur de l'aîné Jousse, qui le cède à son père, l’écuyer Charles Jousse, seigneur de Bonneveau à Échemiré. Le reste de tous ses biens saisis seront alors vendus, à la requête d'un certain Jacques Juignet, sur ordre du Parlement de Paris.
Dès 1693, Charles et ses filles célibataires y font des travaux. Le 22 mars 1712, Urbaine, l'aînée, meurt, à 50 ans, au Mincé ; le 8 juin 1718, le seigneur Jousse y meurt à son tour, âgé de 83 ans. Entouré de six prêtres, il est inhumé avec tous les honneurs : sa condamnation à la pendaison est oubliée.

### Le Prieur et le Chevalier
En 1732, le petit cousin de Marie-Anne Boysard est propriétaire du Mincé. Il s'agit de François-Louis Frain du Planty de la Vrillière, chevalier, seigneur de Chemans, conseiller président du roi, lieutenant général civil et de police (de robe et d’épée) et commissaire enquêteur examinateur en la sénéchaussée et prévôté de Baugé.
En 1738, il commande au maître fondeur d'Angers, Pierre Trony dit Labry, une cloche en bronze pour la chapelle de Mincé d'une hauteur de 26 cm et d'un diamètre de 34 cm. Il demande d'y inscrire : 

« Je suis Barbe de Mincé, par monseigneur Louis Frain de la Vrillière, cher seigneur de Mincé, de Chemans et président lieutenant général à Baugé et dame Louise Lucresse de Larsé son épouse en 1738. »

Il y fait placer ses armoiries : blasons doubles ovales sous couronne de marquis le premier d'azur à un chevron d'or accompagné en tête de deux têtes de buffles et en pointe d'un croissant d'argent qui est Frain de la Vrillière, supporté par deux palmes.
Il meurt la même année, à l'âge de 83 ans à Baugé-en-Anjou ; il lègue le fief à son héritier légitime, son frère. Très pieux et attaché à la chapelle de Mincé, il offre une rente honoraire perpétuelle de 120 livres, sous testament, pour qu'une messe festive y soit célébrée en sa mémoire un dimanche de chaque année.
Joseph Frain de la Vrillière, abbé, prêtre et docteur en théologie de la Faculté de Paris, vicaire général de Monseigneur Michel Poncet de la Rivière (évêque d'Angers) et chanoine de l'église d'Angers devient propriétaire des lieux en 1738. Cet homme de foi est un haut dignitaire du clergé d'Angers qui, en 1730, avait déjà la charge de gérer pas moins de 146 cures, 35 prieurés et 3 abbayes.
En 1741, le seigneur de Mincé est élu doyen du chapitre des chanoines de la cathédrale d'Angers.
En 1745, reconnu comme le Grand-Doyen de l'église d'Angers mais aussi comme un orateur doué, le musicien de l'église, M. Follet, lui rédigera un madrigal :

« Docte et sage Doyen, tu fais toujours merveilles ; A tes nobles talens tout le monde applaudit ; J'entends en tous lieux que l'on dit ; Que tu sçais enchanter l'esprit et les oreilles. Ton nom est à l'abri du fatal Achéron. Ton superbe discours aujourd'hui nous ramène ; L'éloquence de Cicéron ; Et les grâces de Démosthène. »

Le 27 octobre 1748, et avec l'autorisation de monseigneur le Révérend évêque d'Angers Jean de Vaugirault, l'abbé fait bénir la cloche de la chapelle de Mincé. Son parrain, Charles Nouchet, marchand fermier du château d'Échemiré, et Marie Moncousu, sa marraine, bénissent la cloche, sous l'invocation de Sainte Barbe, en présence de Gabriel-Louis de Gauffredeau, curé d'Échemiré, et de maître Joseph-Juste Caillot, notaire royal de Baugé.
En 1753, le doyen de la cathédrale Saint-Maurice d’Angers meurt ; le marquis de Broc décide d’acheter la propriété, convoitée par acquêt des héritiers du seigneur Frain de la Vrillière,.

### Dernières années de privilèges
Le 14 mars 1754, le marquis Armand René François de Broc est déjà le seigneur d'Échemiré, du Grip et d'autres lieux. Il est chevalier de l’Ordre de Saint-Louis, brigadier des armées du Roi et capitaine au régiment des Gardes-françaises.
Le 30 octobre 1759, la demoiselle Anne-Françoise de Broc, née à Angers en 1707, première sœur du marquis Armand de Broc, est l'héritière noble du Grip, d'Échemiré, de La Cour-Du-Moulin, de Mincé et autres lieux. Elle passe sa vie au château du Grip à Durtal où elle meurt en 1783.
Comme l'atteste le chartrier de la Freslonnière, ses héritiers (ses quatre petits-neveux mineurs et ses deux nièces) vont se déchirer, et ses biens se retrouveront scellés durant deux ans. Sa première nièce, Anne de La Girouardière, préférera finalement se mettre en retrait de ce long conflit et se consacrer aux incurables de Baugé ; elle laisse sa sœur cadette mener le procès, face à leurs neveux et à leur mère.
Le 3 février 1785, le Mincé rejoint les biens de sa deuxième nièce, Hyacinthe Urbaine Suzanne Renée Hardouin de la Girouardière, veuve depuis 1780 du marquis Alexandre Louis Michel de Broc, chevalier de l'Ordre de Saint-Louis, capitaine de dragons au régiment d'Orléans et petite sœur d'Anne de la Girouardière (Série E ; Article 392 ; 2-5).
La succession définitive relate qu'elle était déterminée à détacher le Mincé de la terre d'Echemiré ; elle avait été annexée par feu le marquis de Broc ; comme il s'agissait du fief d'Echemiré le plus éloigné du centre, sa soustraction causerait le moins de désagréments aux autres héritiers. Elle insista sur le fait qu'il fallait « y remettre les choses dans l'état qu'elles étoient avant la dite acquisition. ».

### La Révolution française
Le 12 septembre 1792, un commissaire, accompagné de la Garde nationale, perquisitionne le domicile à Baugé de plusieurs nobles suspects aux yeux des patriotes, tous parents d'émigrés. Ils arrivent à l'hôtel particulier de la veuve de Broc, qui y vit seule avec sa fille.
La dame de Mincé et sa fille, la jeune la comtesse Magdeleine Jeanne Anne Henriette Louise de Broc, prennent peur et disparaissent lors de la promulgation des décrets de la Convention nationale des 12 août et 17 Septembre 1792. Ces décrets ordonnent l'arrestation des personnes suspectes, censées ne rien avoir fait contre la liberté mais rien pour elle non plus.
À la suite de cette disparition, dont la municipalité n'était pas prévenue, le Procureur de Baugé demande dans l'urgence l'établissement d'un Comité de surveillance et l'apposition de scellés sur leurs biens. Le Baugeois est très agité à cause de ce qui se prépare en Vendée. Elles sont rapidement découvertes, arrêtées et interrogées le 10 octobre suivant. Aucun scellé n'a été mis en place. À l'issue de leur interrogatoire, elles sont disculpées, et restent propriétaires de leurs biens, selon les actes notariés conservés à Angers.
Dès le 1er décembre 1793 au matin, la grande Armée catholique et royale menée par les chefs La Rochejaquelein, Stofflet, Royrand et Talmont prennent Baugé avec 25.000 soldats et 50.000 civils.
Jusqu'au 2 décembre, les insurgés sillonnent le Baugeois, attaquent et pillent les patriotes, et parfois même les royalistes. Les hommes armés laissent des civils sur place, avec une petite garnison, et partent en direction d'Angers qu'ils assiègent durant deux jours.
Après une cuisante défaite, ils se replient vers Baugé en passant par Marcé, Jarzé, Echemiré, Sermaise, le Vieil-Baugé  puis enfin Baugé qu'ils atteignent le 5 décembre. Le général Westermann, dit le Boucher de la Vendée, est à leurs trousses et les sabre jusqu'à Echemiré.
Le 6 décembre, la bataille d'Echemiré voit s'affronter 15.000 vendéens et 5.000 cavaliers républicains. Durant cette bataille, La Rochejaquelein affronte la cavalerie, investit Echemiré et repousse les bleus jusqu'à Jarzé.
Dès le lendemain matin, Westermann est rejoint par son infanterie, forte de plusieurs dizaines de milliers d'hommes ; ils massacrent les vendéens éparpillés d'Echemiré jusqu'à Baugé, d'où ils les chassent et les pourchassent jusqu'à La Flèche,.
Les insurgés vendéens auront pris Echemiré du 1er au 7 décembre 1793. Durant cette semaine, le Haut Mincé, point stratégique capital à cause de sa vue très étendue allant jusqu'à 45 kilomètres, sera occupé par les brigands. Ils auraient profané la chapelle, dérobé la cloche Barbe de Mincé, une statuette sacrée, et d'autres choses dignes d'intérêt.
Dans la nuit du 6 au 7 décembre, le Haut Mincé aurait connu un terrible massacre de vendéens barricadés, par les troupes républicaines de Westermann,. Ce combat aura laissé la trace d'un tir de tromblon sur le tuffeau de la lucarne à fronton de la chambre haute seigneuriale.
Le 2 mars 1795, l'armée du  colonel Henri-René Bernard de la Frégeolière, ancien seigneur de la Besnerie (un fief situé à environ 450 mètres du Mincé) et de la Frégeolière à Trémentines pille Échemiré et le Baugeois.
Les 16 et 17 septembre 1799, le colonel Henri-René Bernard de la Frégeolière, lève la 13e Légion après l'appel du général Bourmont. Durant ces deux jours, 50 de ses 800 chouans pillent la commune d'Échemiré et le Mincé. Le butin de guerre est partagé et dispersé dans la région pour financer la chouannerie,,.
On sait aujourd'hui qu'il était opposé à la famille de Broc (dans ce cas précis, propriétaire du Mincé et autrefois d'Échemiré) : il attaqua, pilla et occupa le château de Meaulne à Broc, détenu par les descendants de la famille de Broc dont il était l'un des vassaux.

### Un refuge bien tranquille
En 1807, la marquise, veuve de Broc, décide d'abandonner la totalité de ses biens en faveur de ses enfants. Sa fille, la comtesse Magdeleine Jeanne Anne Henriette Louise de Broc, hérite du Mincé. Elle vit à l’hôtel de Broc, place de la Croix Orée à Baugé-en-Anjou. Née en 1768, elle est la sœur aînée du grand maréchal du palais du roi de Hollande : le général Armand Louis de Broc, baron d’Échemiré.
En 1817, la comtesse de Broc et son époux le comte de Champagné, ancien lieutenant-colonel, consentent un bail à vie sous conditions au célèbre Jean Châtelain dit Tranquille, héros de la Grand-Guerre, ancien général Chouan, écuyer, Chevalier de l'Ordre de Saint-Louis, maréchal des camps et armées du Roi.
Jean Châtelain offre du travail aux villageois, chasse sur les terres, élève des chevaux, remet en état le domaine et redonne vie aux jardins à ses frais. Il s'établit au rez-de-chaussée, laissant le premier étage en galetas. Il tapisse sa chambre d'un papier à barres bleues sur fond blanc et fait peindre la cheminée de tuffeau en imitation de marbre gris. Un cabinet joint cette chambre et, de l'autre côté du corridor, se trouve la salle tapissée d'un papier feuilles de chêne sur fond gris, éclairée par une porte-fenêtre donnant sur le jardin. Elle a des carreaux de terre cuite en guise de dallage, poutre et solives apparentes, ce qui n'était plus au goût de l'époque.
Dans le jardin, il installe une pompe en bois, avec un balancier en fer et un jet d'eau en fer blanc. Il couvre la façade de la maison et les murs de clôture de treilles, d'espaliers de pêchers, de poiriers et d'abricotiers. Dans l'avenue et les jardins, il plante des amandiers, des cerisiers et des figuiers. Il se fait remarquer par l'université d'Angers pour ses superbes plants d'asperges.
Le 24 juin 1829, Le Général Tranquille résilie son bail et rend les lieux en l'état, avec les objets désignés par un expert. Il part pour sa nouvelle demeure au bourg qu’il a fait construire en parallèle, nommée « Le Vallon », où il mourra en 1848.
Le 15 mai 1836, le comte Jean-Baptiste Alexandre de Champagné meurt à 80 ans à Baugé-en-Anjou ; le 10 novembre 1840, sa veuve, la comtesse de Broc, y décède, à 72 ans, sans postérité.

### Le crépuscule du manoir
Le 19 juin 1841, Charles Le Roux de Commequiers, ancien lieutenant au régiment de chasseur de la Vendée, chevalier de l'Ordre Royal de la Légion d'Honneur, neveu de la comtesse de Broc et propriétaire à Challans, acquiert le domaine de Mincé à 52 ans.
Dès 1850, Le Haut-Mincé est orthographié « Haut-Miné » sur la Carte de l'État-major.
Le 8 octobre 1858, le sieur Le Roux de Commequiers, âgé de 69 ans, lègue sous seing privé le domaine à sa sœur, la comtesse Olympe Le Roux de Commequiers, épouse du comte Marie-Martin François de Monti de Rezé.
Olympe gardera le bien pendant trois ans, jusqu’à sa mort, survenue le 13 octobre 1861 à l'âge de 70 ans.
Le 12 novembre de la même année, son petit fils, Charles Marie Antoine du Bois, comte de maquillé, en devient le propriétaire. Il est le fils de la comtesse Euphrasie Marie Hyacinthe Anne de Monti de Rezé et du comte Constant Antoine du Bois de Maquillé, page du roi Charles X.

### L'aube de la ferme
Le 29 avril 1863, Marie-Louise Joséphine Letellier devient propriétaire des terres, de la closerie et le manoir du Haut-Mincé, de la métairie du Bas-Mincé et de la ferme de la Goguerie.
Elle était séparée de corps et de biens du chef de la Bande des Émiles, le « vicomte » Guy Gabriel Emile Morry. Ce dernier, riche pédéraste influent et puissant, avait une organisation complète : un sous-lieutenant, un pourvoyeur, des adhérents, des archives, des lieux de réunions, de recrutements, de débauches et de soirées mondaines. Il était la cible principale du chef de la Brigade des mœurs de la Préfecture de police de Paris, l'officier Félix Carlier, depuis déjà de nombreuses années. Le « vicomte »  était également un faussaire redoutable : quelque temps avant son mariage, il usurpa le titre de noblesse de la vraie famille comtale de Morry, afin de tromper Madame Letellier et les maires de Paris et d'Angers. Il avait escroqué l'empereur Napoléon III d'un terrain aux Champs-Elysées à Paris, en 1869.
La famille Froger quitte les lieux après avoir remis en état les bâtiments d'exploitation et les barrières. Madame Letellier y installe une nouvelle famille de fermier, les Cellier.
En 1864, Auguste Cellier, âgé de 35 ans, issu d'une famille paysanne du Bois Rousseau à Echemiré et Julie Breton, son épouse, vivent dans les dépendances, ainsi que les parents de Julie, Jean Breton et Julie Charuau.
Le 3 août 1865, Jules Cellier y nait. La famille continue de s’agrandir ; en 1872, leur bail prend fin. Ils partent à La Montchausserie dans le même village, mais Jules n’oubliera pas cette demeure dont dépendaient 9 fermes et 42 habitants sous l'ancien régime.
Madame Letellier, qui habite à Angers, se rend au Mincé pour apprécier la campagne baugeoise, pendant de nombreuses années, avant de mourir à 76 ans, le 23 octobre 1905. Son fils unique, âgé de 51 ans, Jean-Marie Octave Morry, hérite du Mincé, le 28 décembre suivant.
Morry est un ancien lieutenant de cavalerie de Napoléon III et un conseiller municipal de la ville de Bazouges-sur-le-Loir. Il réside le plus souvent dans sa résidence principale au Château d'Ambrières, avec sa fille unique, Alice.
Le 3 septembre 1907, le propriétaire, qui a 24 ans de pratique agricole, se consacre à la viticulture. Après de gros travaux de défrichement et la reconstitution de vignobles, il fait de la maison une ferme viticole. La famille de Mincé produisait un vin rouge assez estimé dès le XIIIe siècle, grâce à un plant bordelais, le grand gouais.
Cet acte lui vaudra le titre de Chevalier de la Légion d’Honneur. À la suite de déboires judiciaires, des problèmes de jeux d'argent et d'alcool, il perd la garde de sa fille (droit qui revient à Madame Letellier) et doit vendre une grande partie de ses biens,.

### Le rêve d'un enfant
Le 3 novembre 1918, un cultivateur de la ferme voisine, nommée la Basse Gagnerie, qui travaillait pour Monsieur Morry, achète la demeure de son enfance : Jules Cellier, le fils d’Auguste et Julie, l'acquiert avec sa femme, Marie-Augustine Pinault, comblent l'oubliette, ultime souvenir de la vieille tourelle centrale qui permettait de voir le Château de Saumur, et font installer l'électricité.
Le 26 décembre 1939, Marie-Augustine Pinault meurt. Jules, désormais veuf et âgé, habite au Prieuré d'Échemiré avec sa fille. Il décide, le 6 mai 1942, d’en faire la donation à son fils Louis et à sa femme, Germaine Lelièvre qui cultivaient déjà les terres du Haut-Mincé depuis quelques années.
Le 9 août 1945, Louis décède à 43 ans, suivi par son père, le 13 février 1949. Germaine, désormais veuve, récupère la bâtisse.
En 1950, Le Haut-Mincé est orthographié « Haut-Aliné » sur la Carte de France.

### Neuf siècles d'histoire
Le 18 juin 1976, deux commerçants d'Angers achètent la bâtisse vieillissante à la famille Cellier sans en connaître l'histoire. Ils entreprennent une réhabilitation du logis, des dépendances et du mur de clôture existants, font le raccordement à l'eau de ville, et installent un système de chauffage à fuel, qui alimente les 30 radiateurs. La ferme redevient un manoir.
En 1980, un membre du Patrimoine de France vient expertiser et inventorier les lieux. Il découvre la chapelle qui n'était plus qu'une ruine sans toiture, sans réussir à la dater. Les propriétaires, pour une raison inconnue, détruisent les restes de la chapelle qui avait survécu à la Révolution Française.
Selon une archive moderne, jusqu'au XVIIe siècle, les croyants y venaient en processions pour « prier dieu d'écarter de la paroisse les chiens atteints de la rage ». Selon un érudit, il serait sage de penser qu'ils devaient y prier Saint-Hubert, via la présence éventuelle d'une relique sacrée.
À partir du XVIIIe siècle, les prieurs invoquaient Sainte Barbe pour qu'elle les protége de la foudre. La cloche de Mincé avait été nommée et bénie en son nom,.

### L'héritage du seigneur de Mincé
En 2018, une famille angevine prend possession de la bâtisse et entame des travaux de rénovation intérieurs. De longues recherches sont réalisées pour retrouver l'histoire du Mincé et la partager avec le public.
En septembre 2020, en présence du Courrier de l'Ouest, le quotidien français, la commune de Baugé-en-Anjou a organisé une visite guidée des extérieurs, pour faire découvrir le patrimoine historique du Mincé.
En mars 2021, un article est publié dans le magazine municipal de Baugé-en-Anjou, pour mettre en valeur l'ancien château. Une seconde étude est envisagée, avec, pour action primordiale, l'abattage de l'ancienne haie de conifère haute de 20 mètres, morte en majeure partie, et la restauration des huisseries. Le domaine obtient le label de la Fondation Patrimoine à la fin de cette même année.
Le 21 février 2023, l'étude réalisée par Julien Daïffi, portant sur Mincé et sa cloche est publiée. Ses 146 pages offrent plusieurs découvertes inédites et des témoignages, consacrés à l'histoire du domaine : « Étude historique : Mincé, un logis seigneurial millénaire du Baugeois et sa cloche de Sainte-Barbe, symbole de la mémoire des martyrs de la Vendée militaire ».
La plaque de la Fondation Patrimoine est officiellement remise en main propre le 10 mars 2023 à Angers,.
Le 19 mars 2023, le Courrier de l'Ouest et Ouest France font la lumière sur l'affaire de la cloche de Mincé.